# Temple mormon de Mexico
Le temple mormon de Mexico est un temple de l’Église de Jésus-Christ des saints des derniers jours situé à Mexico, la capitale du Mexique. Il a été inauguré le 2 décembre 1983. C’est le plus grand temple en dehors des États-Unis.